# Șapte noi minuni ale naturii
Șapte noi minuni ale naturii (în engleză New7Wonders of Nature) a fost o inițiativă pentru crearea unei liste de șapte noi minuni ale naturii, selectate printr-un sondaj global.
Până în urmă cu câțiva ani, minunile naturale ale lumii erau doar șapte: Marele Canion, Marea Barieră de Corali, portul orașului Rio de Janeiro, Vârful Everest, Aurora boreală, Vulcanul Paricutin și Cascada Victoria.
În 2001 însă, o corporație elvețiană numită New7Wonders, în colaborare cu UNESCO, a început un proiect care avea ca scop alegerea altor 7 minuni, dar nu naturale, ci realizate de om. La 7 iulie 2007 acestea au fost date publicității, după mai mult de 100.000.000 de voturi ale publicului.
Tot în acel an a fost demarată o campanie pentru alegerea unor noi șapte minuni, naturale de data aceasta, iar în urma votării, care a avut loc la 11 noiembrie 2011, au fost alese următoarele:
- Pădurea Amazoniană
- Golful Halong (Vịnh Hạ Long)
- Cascadele de pe Iguazú
- Insula Jeju
- Insula Komodo
- Parcul Național al râului subteran Puerto Princesa
- Muntele Masa

## Vezi și
- Cele Șapte Minuni Naturale ale României